# Oração de Jesus

A Oração de Jesus, também chamada Oração do Coração, é uma prece curta cuja fórmula é ritualmente repetida diversas vezes ao dia. Ela foi amplamente praticada, ensinada e discutida na história do  Cristianismo Oriental. As palavras exatas da oração variam da forma mais simples, como Jesus, tende piedade à forma mais extensa: 
| “ | Senhor Jesus Cristo, Filho de Deus, tende piedade de mim, pecador (a). | ” |

 Uma fórmula mais sintética, como "Iesu-Maria", em latim, também tem sido utilizada por contemplativos cristãos. A freira capuchinha italiana Consolata Betrone popularizou a fórmula invocatória "Jesus-Maria, eu vos amo, salvai almas", que ela afirma ter sido recebida mediante revelação interior do próprio Cristo.
A Oração de Jesus é em especial rezada por cristãos ortodoxos e católicos orientais, mas também é amplamente difundida entre os católicos romanos, sendo uma das orações mais profundas e místicas. A Oração de Jesus é repetida continuamente como parte de uma prática ascética (veja Hesicasmo) e normalmente é acompanhada do uso do Chotki ou Santo Rosário (Usado para contar o número de orações, segundo a tradição). Apesar de existirem muitos textos da Igreja Católica sobre a Oração de Jesus, sua prática nunca atingiu a mesma popularidade da Igreja Católica Ortodoxa. No mundo católico, o grande expositor desta forma de espiritualidade foi um discípulo de Francisco de Assis, São Bernardino de Siena (1380-1444), "que pregava a devoção ao Nome de Deus em praças e igrejas da Itália, colocando assim ao alcance do povo um dos tesouros da religião — tesouro firmemente ancorado na tradição desde seus primórdios."
O fundamento metafísico desta forma de oração é o caráter revelado do Nome divino pronunciado pelo fiel: "De acordo com diversas tradições, é Deus mesmo quem revela Seu Nome aos homens, e tanto sua grafia como sua sonoridade são sagrados."
A mais extensa abordagem doutrinal e histórica da prática da Oração de Jesus no Cristianismo ocidental pode ser encontrada no livro do filósofo católico norte-americano Rama Coomaraswamy, The Invocation of the Name of Jesus: As Practiced in the Western Church.

## Em outras línguas
A forma mais popular, "Senhor Jesus Cristo, Filho de Deus, tem piedade de mim, pecador." traduzida para diversas línguas:
- Árabe:  أيها الرب يسوع المسيح ابن الله, إرحمني أنا الخاطئ (Ayyuha-r-Rabbu Yasū` al-Masīħ, ibn Alāh, irħamnī ana al khāti' [l-khati'a, se orado por uma mulher)
- Búlgaro: Господи Иисусе Христе, Сине Божий, помилвай мен грешника.
- Croata: Gospodine Isuse Kriste, Sine Božji, smiluj se meni grešnome.
- Eslavo-eclesiástico: Господи Ісусе Христе Сыне Божїй помилѹй мѧ грѣшнаго. (грѣшнѹю se orado por uma mulher)
- Eslovaco: Pane Ježišu Kriste, Synu Boží, zmiluj sa nado mnou hriešnym.
- Grego: Κύριε Ιησού Χριστέ, Υιέ του Θεού, ελέησόν με τον αμαρτωλόν.
- Georgiano: უფალო იესუ ქრისტე, ძეო ღმრთისაო, შემიწყალე მე ცოდვილი.
- Hebreu אדון ישוע הנוצרי בן אלהים רחם נא אלי כי חטתי (Adon Yeshua HaNotsri, ben elohim, rakhem na aylai ki khatati) Literalmente: Senhor Jesus de Nazaré, Filho de Deus, tende piedade de mim, porque pequei.
- Italiano: Signore Gesù Cristo, figlio di Dio, abbi pietà di me peccatore. (peccatrice se orado por uma mulher)
- Inglês: Lord Jesus Christ, Son of God, have mercy on me, a sinner.
- Latim: Domine Iesu Christe, Fili Dei. Miserere mei, peccatoris. (peccatricis se orado por uma mulher)
- Romeno: Doamne Iisuse Hristoase, Fiul lui Dumnezeu, miluieşte-mă pe mine păcătosul. (păcătoasa se orado por uma mulher)
- Russo: Господи Иисусе Христе, Сыне Божий, помилуй мя грешнаго. (грешную se orado por uma mulher)
- Sérvio: Господе Исусе Христе, Сине Божји, помилуј ме грешног. (Gospode Isuse Hriste, Sine Božiji, pomiluj me grešnog.)
- Ucraniano: Господи Ісусе Христе, Сину Божий, помилуй мене грішного. (грішну se orado por uma mulher)

## Ligações Externas
- Site sobre a Oração de Jesus
- Artigo sobre a Oração de Jesus no sítio Oração Centrante
- Página sobre a Oração de Jesus no Facebook